# Redif
Redif (arabisch Nachschub) war früher die Landwehr der türkischen und ägyptischen Armee (siehe Osmanisches Reich).
Die Redif des Osmanischen Reiches wurde 1834 als Provinz-Miliz eingerichtet. Ab 1841 bezeichnete man als Redif Soldaten, die nach ihrer regulären Dienstzeit weitere sieben Jahre in der Reserve standen.
Nach den am 13. März 1887 in Kraft getretenen Rekrutierungsgesetzen diente jeder osmanische Bürger vom 20. bis zum 40. Lebensjahr 8 Jahre lang in der Redif. Die nicht eingestellten Wehrpflichtigen dienten 6 bis 9 Monate bei den in der Nähe ihres Wohnsitzes stehenden Truppen (Nizâm-ı Cedîd) oder, wo diese nicht zur Verfügung standen, bei den Redif.
Nicht zur Redif eingezogen wurden die Einwohner von Konstantinopel, der drei heiligen Städte Dschidda, Mekka und Medina sowie alle christlichen und jüdischen Untertanen des Osmanischen Reiches.